# Josep Tous Soler
Josep Tous Soler, OFM Cap., řeholním jménem Josep z Igualady (31. března 1811, Igualada – 27. února 1871, Barcelona) byl španělský římskokatolický kněz a řeholník kapucínského řádu, zakladatel kongregace Kapucínek Matky Božského Pastýře. Katolická církev jej uctívá jako blahoslaveného.

## Život

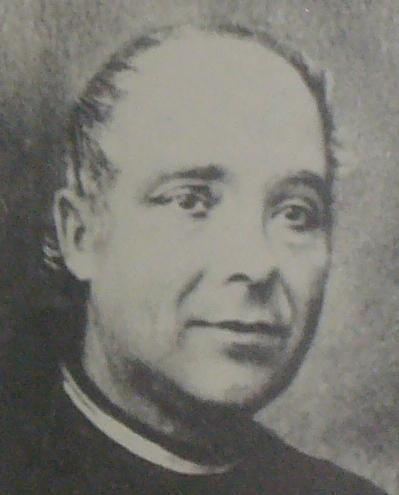
Fotografie

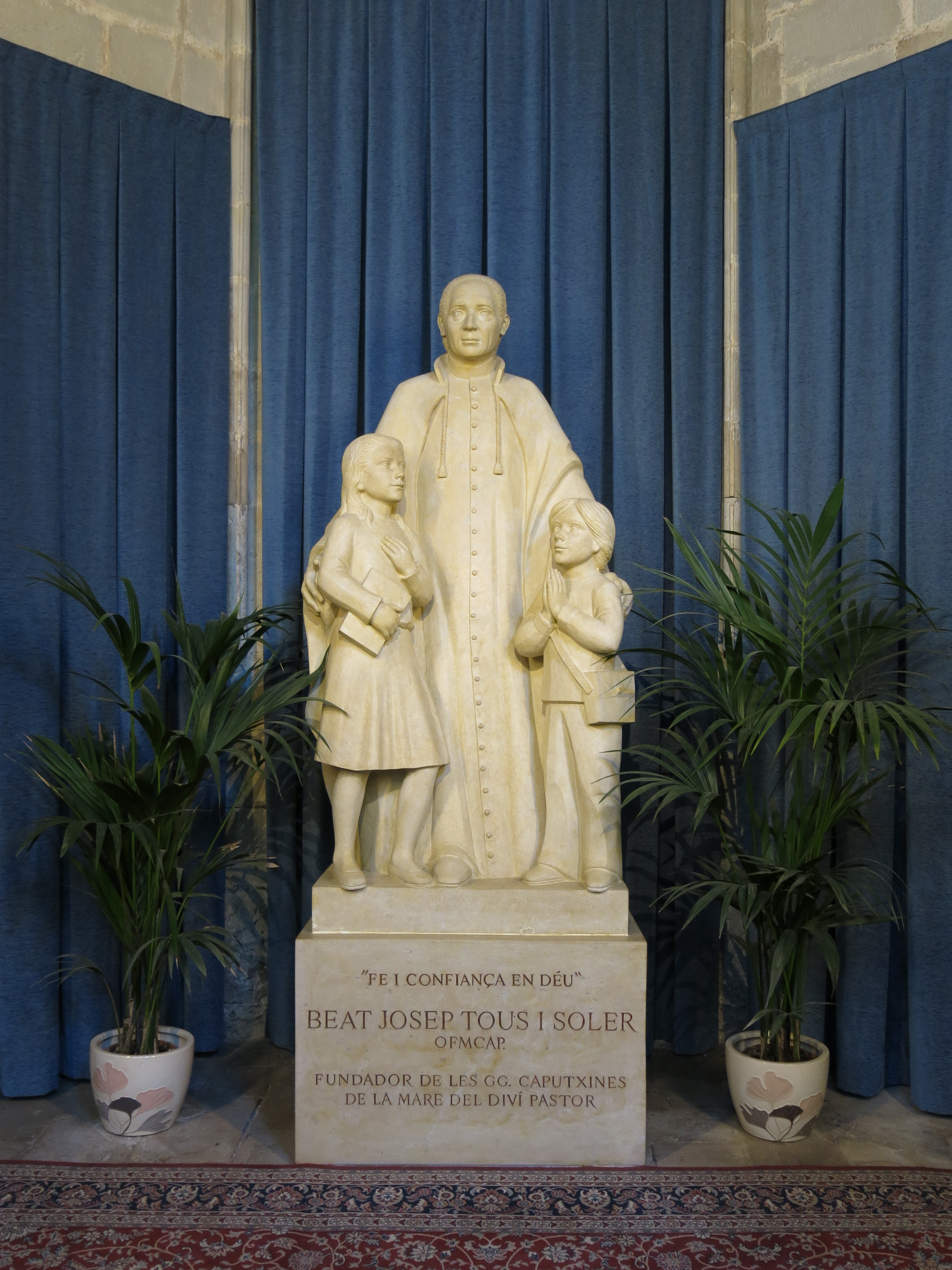
Jeho socha v katedrále sv. Kříže a sv. Eulálie v Barceloně

Narodil se dne 31. března 1811 v obci Igualada jako deváté z dvanácti dětí rodičům Nicolau Tous Cerrerasovi a Francesce Soler Ferrer. Pokřtěn byl 1. dubna téhož roku, přičemž jeho křestním kmotrem byl jeho starší bratr Nicholas Tous Soler.
Roku 1824 vstoupil ve svém rodném městě do kapucínského řádu a ve svých patnácti letech se v něm stal postulantem. Po noviciátu složil dne 18. února 1827 své dočasné řeholní sliby a 19. února 1928 pak složil sliby doživotní. Přijal řeholní jméno Josep z Igualady. Absolvoval jak filozofická a teologická studia v klášterech v Gironě a Calelle. Po úspěšném ukončení studií byl dne 24. května 1834 vysvěcen na kněze.
Byl poslán do kláštera Santa Madrona v Barceloně, avšak po rozšíření protikatolických nálad byl v červenci 1835 spolu s ostatními kapucíny vyhnán, načež se uchýlil do exilu ve Francii. Při jeho kázáních po vesnicích se dostal až do Gareccia v Itálii, kde nějaký čas působil jako kazatel. Poté se usadil spolu se svým bratrem, který byl taktéž kapucínem v Toulouse, kde působil do roku 1842 jako duchovní správce kláštera benediktinek. Roku 1843 se vrátil do Barcelony, kde vykonával kněžskou službu a do obnovení zdejšího kláštera žil u svých rodičů. Nejprve zde působil ve farnosti Esparreguera, roku 1847 byl ze zdravotních důvodů byl přeložen do farnosti San Francisco de Paula.

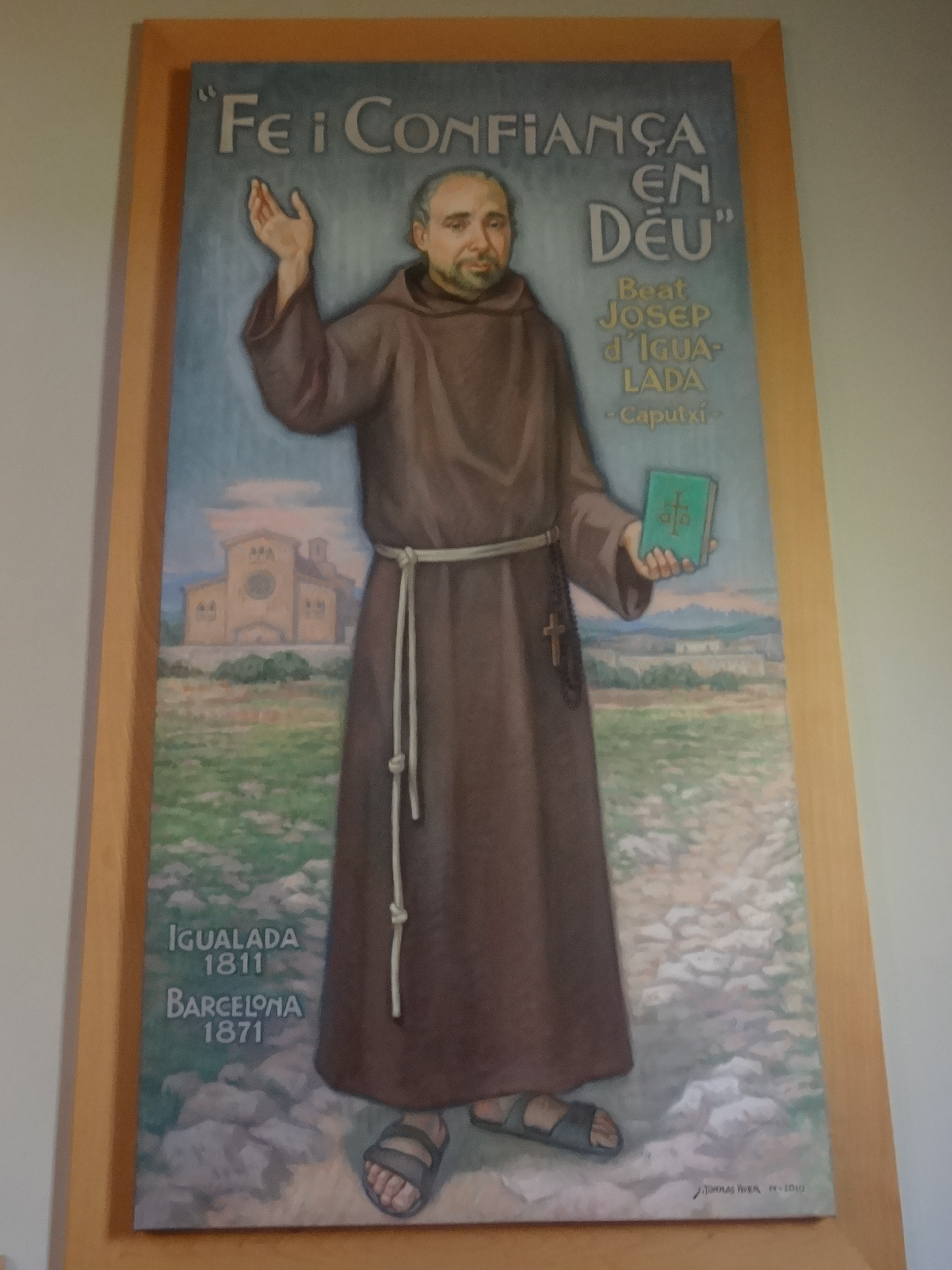
Jeho obraz

Zaměřoval se na vzdělávání lidí, v čemž jej podpořil sv. Antonín Maria Claret. Spolu s několika ženami, které měly podobnou vizi, založil dne 27. května 1850 ženskou řeholní kongregaci Kapucínek Matky Božského Pastýře. Roku 1858 si její členky po přestěhování do Capellades zřídily mateřský dům.
Zemřel dne 27. února 1871 v Barceloně během toho, co sloužil mši svatou. Pohřben je v kapli, spravované jím založenou kongregací v Igualadě.

## Úcta
Jeho beatifikační proces započal dne 18. února 1992, čímž obdržel titul služebník Boží. Dne 22. prosince 2008 jej papež Benedikt XVI. podepsáním dekretu o jeho hrdinských ctnostech prohlásil za ctihodného. Dne 19. prosince 2009 byl uznán zázrak na jeho přímluvu, potřebný pro jeho blahořečení.
Blahořečen pak byl dne 25. dubna 2010 v bazilice Santa Maria del Mar v Barceloně. Obřadu předsedal jménem papeže Benedikta XVI. kardinál Tarcisio Bertone.
Jeho památka je připomínána 27. května. Bývá zobrazován v řeholním oděvu.